# 벌지 브래킷

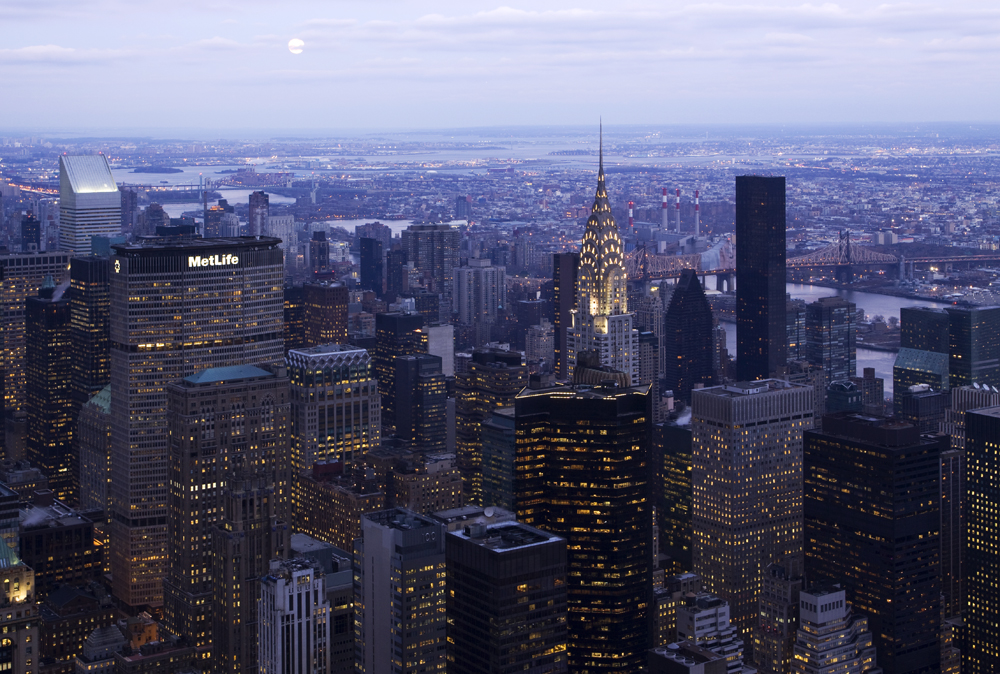
대부분의 "벌지 브래킷" 본사는 세계 금융 수도로 여겨지는 뉴욕시에 있다.

벌지 브래킷(bulge bracket)은 거대 다국적 투자은행을 가리키는 용어이다. 이들은 주로 대기업, 기관투자자와 정부를 고객으로 영업하며, 특별히 어떤 은행들을 벌지 브래킷이라고 명시적으로 정의하지는 않는다. 벌지 브래킷이라는 이름은 기업공개의 투자설명서나 유가증권의 발행기념패 등 금융 거래 공고문에 이들 은행들이 기재되는 방식에서 유래되었다. 어떤 은행들이 벌지 브래킷에 포함되는지는 여러 의견들이 있으나, UBS, 골드만삭스, JP모건 체이스, 모건 스탠리 등이 손꼽힌다.

## 개요
벌지 브래킷 은행들은 자문과 금융은행 서비스를 제공하며 판매, 마켓 메이킹과 주식, 신용상품, 이자율, 파생상품 등 다양한 종류의 금융 상품에 대한 연구를 수행한다. 또한 이들 은행들은 1980년대 주택저당증권(MBS), 1990년대 신용파산스왑(CDS), 2000년대 부채담보부증권(CDO), 오늘날 탄소배출권과 보험 연계 상품 등 새로운 금융 상품들의 발명에도 깊숙이 개입하였다. 벌지 브래킷은 미국 국채의 주요 거래자 중 하나이다.
벌지 브래킷이라는 이름은 투자 은행들이 금융 거래 공시인 "툼스톤"(tombstone)에서, 인수단(신디케이트)에서 중요한 은행일수록 상단에 기재되는 것에서 유래한 이름이다. 어떤 은행이 벌지 브래킷으로 여겨지는지는 논쟁의 대상으로 블룸버그 20, 머저마켓 M&A 실적표, 톰슨 로이터 실적표 등의 순위가 인용되기도 한다.